# نيسان صني
نيسان صني (بالإنجليزية: Nissan Sunny)‏ سيارة صغيرة من صنع شركة نيسان اليابانية، بدأ تصنيعها في اليابان منذ عام 1966م باسم داتسون 1000
(بالإنجليزي:Datsun 1000) وما زالت تصنع في اليابان وتجمع في بعض دول شرق آسيا لتمد السوق الأفريقية والأمريكية والشرق أوسطية بسيارات عائلية رخيصة الثمن ومتينة الصنع. وقد بدأ منذ عدة سنوات تصنيعها في مصر. ولقد حازت على المركز الأول في السيارات الصغيرة، ومن منافسيها الكورولا من التويوتا والسيتي من الهوندا والأكسنت من الهيونداي
وهذه السيارة تصنع حاليا في اليابان باسم (بلوبير سيلفي).

## (B110 (1970-1973
تم إطلاق الجيل الثاني من صني في عام 1970 وكان يُعرف أيضًا باسم داتسون 1200 . كان هذا الطراز الجديد أكبر قليلاً من جميع الأبعاد لمطابقة منافستها في السوق، تويوتا كورولا ذات الشعبية نفسها .
تتميز داتسون 1200 بنظام تعليق أمامي من طراز MacPherson مع فرامل قرصية اختيارية ومحرك اقتصادي من الفئة A12 بسعة 1.2 لتر . تمت إضافة عربة ستيشن ذات خمسة أبواب إلى مجموعة صني بالإضافة إلى العربة ذات الأبواب الثلاثة. في أبريل 1970 ، تقليم GX Grand Luxury بمحرك ثنائي المكربن أضيف للسوق اليابانية. في يناير 1972 ، تم إجراء عملية تجميل طفيفة في السوق اليابانية بغطاء محرك جديد وشبكة وتعديلات صغيرة أخرى ومعدات. في أغسطس 1972، تمت إضافة طراز GX-5 في اليابان، والذي تم تحسينه على GX من خلال تركيب ناقل حركة يدوي بخمس سرعات (غير زائد). تم تقديم Sunny Coupé 1200GX كبديل لتويوتا كورولا ليفين وتويوتا سبرينتر تروينو ، والتي كانت مستويات حزمة الأداء على طرازي Corolla و Sprinter الأكثر اقتصادا. بالنسبة لعام الطراز 1973، تم إعادة تخصيص طرازات الولايات المتحدة بمصدات تمتص الطاقة وتصميمات داخلية مقاومة للحريق وعناصر أمان أخرى فرضتها الحكومة.

## نيسان صني 2013
يُعد طراز صني، واحداً من أهم الطرازات الناجحة التي تنتجها شركة نيسان، ولذلك قامت نيسان بطرح الجيل الجديد من صني في معرض الصين الدولي للسيارات 2011، حيث قدّمت نيسان هذه السيارة على أنها سيارة اقتصادية عائلية تناسب المدن بحجمها المدمج.
يوحي شكل نيسان صني الخارجي الجديد كلياً بالبساطة والعصرية التي اشتهرت بهما، وذلك من خلال الشبك الأمامي المزين بإطار من الكروم يتوسطه شعار نيسان، والصادم الأمامي الذي يحتوي على فتحة مخفية للقطر، إلى جانب أضواء ضباب دائرية صغيرة تحيط بفتحة التبريد العريضة.
أما في الخلف، فتبرز الواجهة الخلفية المجددة كليا بأضواء مشدودة إلى الخلف، وصادم خلفي مموج مزود بمخرج عادم مخفي.
زُودت مقصورة نيسان صني الداخلية باتساع كبير يوفّر الراحة للركاب، بالإضافة إلى حجرات تخزينية موزعة على الأبواب الأمامية، وصندوق للقفازات في الكونسول الوسطي الذي يحتوي على فتحات تكييف وأزرار مرتبة على شكل دائري تتوسطها شاشة إلكترونية بسيطة تعرض الوقت ودرجة الحرارة، ويمكن استخدام هذه الأزرار للتحكّم بنظام التكييف ونظام الترفيه المكون من الراديو ومشغل الأقراص.